# Fosfatidylserine
Fosfatidylserine is een fosfolipide die zich bevindt aan de binnenkant van een celmembraan. Fosfatidylserine komt voor in voeding, zoals vette vis, en is op de markt ook als voedingssupplement verkrijgbaar. Tevens zijn er aanwijzingen dat het de hersenfuncties van ouderen zou kunnen verbeteren, maar de resultaten van onderzoeken naar het effect op cognitieve prestaties van fosfatidylserine zijn omstreden. De in de structuur (zie infobox) weergegeven groene en blauwe R-groep kunnen voor een groot aantal verschillende alkylgroepen staan. De vermelde gegevens hebben betrekking op de verbinding waarbij de blauwe R-groep staat voor C2H5 en de groene R-groep voor C3H7.
Het enzym translocase houdt fosfatidylserine ter plaatse. Fosfatidylserine wordt verkocht als voedingssupplement. Vroeger werd het bereid uit hersenen, maar sinds de problemen rond BSE wordt het uit soja of kippeneieren bereid, wat - althans bij ratten van middelbare leeftijd - even goed werkt.
.
Fosfatidylserine werd door de FDA in 2003 niet beschouwd als bewezen effectief voor het beperken van het risico op dementie.
Fosfatidylserine bevordert recuperatie en concentratie van sporters.
Een studie claimt dat fosfatidylserine effectief is bij de behandeling van ADHD.
Fosfatidylserine helpt tegen rimpels van zonnestraling.
De gemiddelde inname van fosfatidylserine door voeding bedraagt ongeveer 130 mg per dag.
Fosfatidylserine komt vooral voor in hersenen, organen en in vette vis.

## Fosfatidylserine in voedsel
| Voedsel        | fosfatidylserine in mg / 100 g |
| -------------- | ------------------------------ |
| Runderhersenen | 713                            |
| Makreel        | 480                            |
| Haring         | 360                            |
| Paling         | 335                            |
| Orgaanvlees    | 305                            |
| Tonijn         | 194                            |
| Kippenvlees    | 110                            |
| Bonen          | 107                            |
| Rundvlees      | 69                             |
| Varkensvlees   | 57                             |
| Gerst          | 20                             |
| Bruine rijst   | 3                              |
| Melk           | 1                              |